# Giovanni Raffaello Badaracco
Giovanni Raffaello Badaracco, né en 1648 à Gênes en Ligurie, mort en 1726 dans cette même ville est un peintre italien baroque actif au XVIIe siècle et début du XVIIIe siècle.

## Biographie
Giovanni Raffaello Badarocco  est un peintre italien de la période baroque, né à Gênes, fils et élève de Giuseppe Badaracco.
Après des études auprès de son père, il se rend à Rome où il séjourne huit ans et étudie dans l'atelier de Carlo Maratta. Il y est également influencé par le style développé par Pierre de Cortone.
Il complète sa formation par un court séjour à Naples et un plus long à Venise.
De retour à Gênes, il exerce une vaste activité, surtout comme portraitiste, avant de se consacrer principalement à la peinture "d'histoire".

## Œuvres
- Deux grands tableaux de Saint Bruno pour la chartreuse de Polcevera (près de Gênes).
- Les apôtres Pierre et André dans leur barque de pêcheur; vers 1703, huile sur toile, 530 x 302 cm, église Saint Jean-Baptiste, Bastia

## Sources
1. ↑  (it) « Badaracco, Raffaele », sur Treccani (consulté le 1er mai 2023)

- (en) Cet article est partiellement ou en totalité issu de l’article de Wikipédia en anglais intitulé « Giovanni Raffaele Badaracco » (voir la liste des auteurs).